# Première circonscription de Laon (1889-1919)
Pour les articles homonymes, voir Première circonscription de Laon.
La première circonscription de Laon est une ancienne circonscription législative de l'Aisne sous la Troisième République de 1889 à 1919.

## Description géographique et démographique
La 1re circonscription de Laon regroupe la partie est de l'arrondissement de Laon dont le chef-lieu de l'arrondissement. Elle était l'une des 8 circonscriptions législatives du département de l'Aisne. Elle reprend les contours de l'ancienne 1re circonscription de Laon de 1875 à 1885. 
Elle regroupait les divisions administratives suivantes : le canton de Craonne, le canton de Laon, le canton de Marle, le canton de Neufchâtel-sur-Aisne, le canton de Rozoy-sur-Serre et le canton de Sissonne. 
La loi du 12 juillet 1919 supprime les circonscriptions du département avec l'instauration du scrutin de liste avec représentation proportionnelle.
La circonscription est recréée dans les mêmes limites en 1927 par la loi du 21 juillet 1927.

## Historique des députations
| Législature       | Début            | Fin              | Député            | Parti / Idéologie | Parti / Idéologie     | Observation |
| ----------------- | ---------------- | ---------------- | ----------------- | ----------------- | --------------------- | --- |
| Ve législature    | 12 novembre 1889 | 15 février 1893  | Jules Pasquier    |                   | Orléaniste            | Conseiller municipale de Laon                                                                                            |
| VIe législature   | 15 octobre 1893  | 14 décembre 1896 | Philippe Cuissart |                   | Républicain           | Conseiller général de Rozoy-sur-Serre Décédé en cours de mandat                                                          |
| VIe législature   | 21 février 1897  | 31 mai 1898      | Georges Ermant    |                   | Républicains modérés  | Conseiller général de Laon (1894-1925) et maire de Laon (1892-1919) Élu lors d'une élection partielle le 21 février 1897 |
| VIIe législature  | 1er juin 1898    | 31 mai 1902      | Georges Ermant    |                   | Républicains modérés  | Conseiller général de Laon (1894-1925) et maire de Laon (1892-1919)                                                      |
| VIIIe législature | 1er juin 1902    | 22 novembre 1904 | Georges Ermant    |                   | Républicain de gauche | Conseiller général de Laon (1894-1925) et maire de Laon (1892-1919) Démissionnaire à la suite de son élection au Sénat   |
| VIIIe législature | 5 mars 1905      | 31 mai 1906      | Jules Pasquier    |                   | Action libérale       | Maire d'Autremencourt (1898-1910) Élu lors d'une élection partielle le 5 mars 1905                                       |
| IXe législature   | 1er juin 1906    | 31 mai 1910      | Jules Pasquier    |                   | Action libérale       | Maire d'Autremencourt (1898-1910)                                                                                        |
| Xe législature    | 1er juin 1910    | 31 mai 1914      | Ernest Ganault    |                   | Radical               | Médecin |
| XIe législature   | 1er juin 1914    | 7 décembre 1919  | Ernest Ganault    |                   | Radical               | Médecin |

## Historique des résultats

### Élections de 1889
Les élections législatives françaises de 1889 ont eu lieu le 22 septembre et le 6 octobre 1889.
|                  | Jules Pasquier  | Monarchiste    | 8 223  | 54,81  |  |  |
|                  | Gaston Ganault* | Républicain    | 6 779  | 45,19  |  |  |
|                  |                 |                |        |        |  |  |
| Inscrits         | Inscrits        | Inscrits       | 21 654 | 100,00 |  |  |
| Abstentions      | Abstentions     | Abstentions    | 4 663  | 21,53  |  |  |
| Votants          | Votants         | Votants        | 16 991 | 78,47  |  |  |
| Blancs et nuls   | Blancs et nuls  | Blancs et nuls | 1 989  | 11,71  |  |  |
| Exprimés         | Exprimés        | Exprimés       | 15 002 | 88,29  |  |  |
| * député sortant |                 |                |        |        |  |  |

### Élections de 1893
Les élections législatives françaises de 1893 ont eu lieu le 20 août et le 3 septembre 1893.
|                  | Philippe Cuissart | Républicain    | 8 338  | 51,02  |  |  |
|                  | Jules Pasquier*   | Rallié         | 8 004  | 48,98  |  |  |
|                  |                   |                |        |        |  |  |
| Inscrits         | Inscrits          | Inscrits       | 21 749 | 100,00 |  |  |
| Abstentions      | Abstentions       | Abstentions    | 5 407  | 24,86  |  |  |
| Votants          | Votants           | Votants        | 16 342 | 75,14  |  |  |
| Blancs et nuls   | Blancs et nuls    | Blancs et nuls | 0      | 0,00   |  |  |
| Exprimés         | Exprimés          | Exprimés       | 16 342 | 100,00 |  |  |
| * député sortant |                   |                |        |        |  |  |

### Élections de 1898
Les élections législatives françaises de 1898 ont eu lieu les 8 et 29 mai 1898.
| Candidat         | Candidat        | Parti          | Premier tour | Premier tour | Second tour | Second tour |
| Candidat         | Candidat        | Parti          | Voix         | %            | Voix        | %           |
| ---------------- | --------------- | -------------- | ------------ | ------------ | ----------- | ----------- |
|                  | Georges Ermant* | Républicain    | 8 194        | 45,16        | 9 361       | 50,98       |
|                  | Adrien Bellard  | Radical        | 7 858        | 43,31        | 9 002       | 49,02       |
|                  | M. Testard      | Rep. ind.      | 2 093        | 11,53        |             |             |
|                  |                 |                |              |              |             |             |
| Inscrits         | Inscrits        | Inscrits       | 21 878       | 100,00       | 21 898      | 100,00      |
| Abstentions      | Abstentions     | Abstentions    | 3 545        | 16,20        | 3 387       | 15,47       |
| Votants          | Votants         | Votants        | 18 333       | 83,80        | 18 511      | 84,53       |
| Blancs et nuls   | Blancs et nuls  | Blancs et nuls | 188          | 1,03         | 148         | 0,80        |
| Exprimés         | Exprimés        | Exprimés       | 18 145       | 98,97        | 18 363      | 99,20       |
| * député sortant |                 |                |              |              |             |             |

### Élections de 1902
Les élections législatives françaises de 1902 ont eu lieu le 27 avril et le 11 mai 1902.
|                  | Georges Ermant* | Modérés        | 10 380 | 56,16  |  |  |
|                  | Adrien Bellard  | PRRRS          | 8 103  | 43,84  |  |  |
|                  |                 |                |        |        |  |  |
| Inscrits         | Inscrits        | Inscrits       | 21 929 | 100,00 |  |  |
| Abstentions      | Abstentions     | Abstentions    | 3 234  | 14,75  |  |  |
| Votants          | Votants         | Votants        | 18 695 | 85,25  |  |  |
| Blancs et nuls   | Blancs et nuls  | Blancs et nuls | 212    | 1,13   |  |  |
| Exprimés         | Exprimés        | Exprimés       | 18 483 | 98,87  |  |  |
| * député sortant |                 |                |        |        |  |  |

### Élections de 1906
Les élections législatives françaises de 1906 ont eu lieu les 6 et 20 mai 1906.
|                  | Jules Pasquier* | ALP            | 9 852  | 54,43  |  |  |
|                  | M. Debray       | PRRRS          | 6 698  | 37,01  |  |  |
|                  | M. Chobeaux     | SFIO           | 1 549  | 8,56   |  |  |
|                  |                 |                |        |        |  |  |
| Inscrits         | Inscrits        | Inscrits       | 21 690 | 100,00 |  |  |
| Abstentions      | Abstentions     | Abstentions    | 3 335  | 15,38  |  |  |
| Votants          | Votants         | Votants        | 18 355 | 84,62  |  |  |
| Blancs et nuls   | Blancs et nuls  | Blancs et nuls | 807    | 4,40   |  |  |
| Exprimés         | Exprimés        | Exprimés       | 17 548 | 95,60  |  |  |
| * député sortant |                 |                |        |        |  |  |

### Élections de 1910
Les élections législatives françaises de 1910 ont eu lieu le 24 avril et le 8 mai 1910.
|                  | Ernest Ganault  | Rad. indep.    | 8 775  | 51,30  |  |  |
|                  | Jules Pasquier* | ALP            | 8 278  | 48,40  |  |  |
|                  |                 | Divers         | 51     | 0,30   |  |  |
|                  |                 |                |        |        |  |  |
| Inscrits         | Inscrits        | Inscrits       | 21 319 | 100,00 |  |  |
| Abstentions      | Abstentions     | Abstentions    | 3 762  | 17,65  |  |  |
| Votants          | Votants         | Votants        | 17 557 | 82,35  |  |  |
| Blancs et nuls   | Blancs et nuls  | Blancs et nuls | 453    | 2,58   |  |  |
| Exprimés         | Exprimés        | Exprimés       | 17 104 | 97,42  |  |  |
| * député sortant |                 |                |        |        |  |  |

### Élections de 1914
Les élections législatives françaises de 1914 ont eu lieu le 26 avril et le 10 mai 1914.
|                  | Ernest Ganault*           | Rad. indep.    | 8 475  | 50,55  |  |  |
|                  | Henri Rillart de Verneuil | FR             | 4 335  | 25,86  |  |  |
|                  | Maurice Herbette          | PRD            | 3 884  | 23,17  |  |  |
|                  |                           | Divers         | 70     | 0,42   |  |  |
|                  |                           |                |        |        |  |  |
| Inscrits         | Inscrits                  | Inscrits       | 20 733 | 100,00 |  |  |
| Abstentions      | Abstentions               | Abstentions    | 3 708  | 17,78  |  |  |
| Votants          | Votants                   | Votants        | 17 025 | 82,12  |  |  |
| Blancs et nuls   | Blancs et nuls            | Blancs et nuls | 261    | 1,53   |  |  |
| Exprimés         | Exprimés                  | Exprimés       | 16 764 | 98,47  |  |  |
| * député sortant |                           |                |        |        |  |  |